# Ospedale dei Santi Ambrogio e Bellino
L'ospedale dei santi Ambrogio e Bellino era un antico ospitale, situato a Vicenza in contrà Sant'Ambrogio nel borgo di Porta Nova, istituito nel tardo Medioevo e attivo fino al 1775; annessa all'ospedale era la chiesa, sconsacrata all'inizio dell'Ottocento. Entrambi gli edifici sono ora impiegati ad uso civile.

## Storia

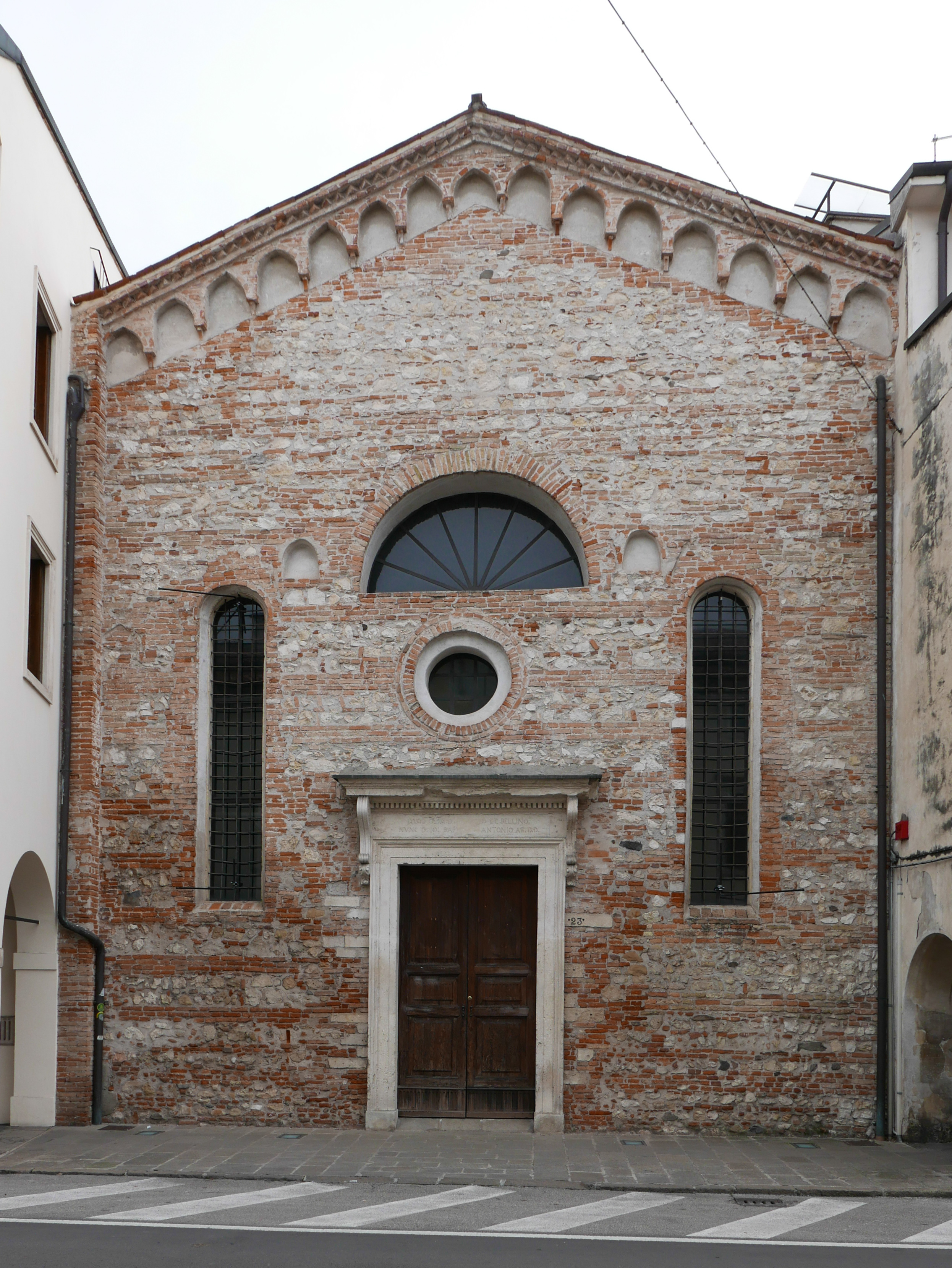
Chiesa dei santi Ambrogio e Bellino - Facciata

Di un primo ospitale si hanno notizie nel XIII secolo, ma esso viene documentato dopo la metà del XIV, quando Giovanni de Surdis, vescovo di Vicenza dal 1363 al 1386, benedisse la nuova istituzione, formata da alcuni confratelli della fraglia dei Battuti o della Misericordia che si erano staccati dall'ospedale di Santa Maria Maddalena (poi San Bovo) in borgo San Felice.
L'antica chiesa fu costruita fra il 1320 e il 1340; nel 1384 - quando da pochi anni il borgo di Porta Nova era stato cinto dalle nuove mura scaligere - fu sopraelevata e dedicata in onore dei santi Ambrogio e Bellino.
Alla chiesa era annesso un ospizio consistente in due dormitori, uno per gli uomini e l'altro per le donne, ciascuno con tre letti; vi si accoglievano pellegrini, donne girovaghe e senza tetto che potevano trovarvi ricovero per tre notti: un'anticipazione di quelli che sarebbero stati un giorno gli asili notturni e i dormitori pubblici. Oltre a questo compito di assistenza e di accoglienza ai poveri, la fraglia assolveva a diverse funzioni di tipo mutualistico: pagava un medico per curare i confratelli, dispensava loro il pane quando si recavano in processione al santuario della Madonna di Monte Berico ogni prima domenica del mese, provvedeva ogni anno a fornire due doti a figlie dei confratelli in età da marito.
Con l'andar del tempo, perduto il primitivo suo scopo di ricovero temporaneo per gente di passaggio, l'ospitale di Sant'Ambrogio e Bellino assolse anche ad altri compiti: nel 1617 mise a disposizione l'oratorio per le lezioni di catechismo alle fanciulle e divenne anche luogo di cura per infermi poveri, finché con una Terminazione inquisitoriale del 1772, approvata dal Senato della Repubblica di Venezia, venne riunito insieme con gli altri piccoli ospedali di San Lazzaro, dei santi Pietro e Paolo e di san Bovo, a quello di Sant'Antonio in piazza del Duomo e infine, in seguito a tale fusione, trasferito nell'ex monastero di San Bartolomeo, dove il complesso degli ospedali prese il nome di "Ospedale Grande degli Infermi e dei Poveri".
La chiesa di Sant'Ambrogio venne secolarizzata nel 1774 e l'anno successivo diventò sede della confraternita di San Giovanni decollato - che prima gestiva l'ospedale di Sant'Antonio - come attesta la lapide che tuttora si vede murata sopra il portale: D.O.M. - SS. Joannis Baptistae Decollati - et Antonii Abbatis - Confraternitas - Ex Maiori Hospitali translata - Anno MDCCLXXV e, più sotto, scolpita sull'architrave: Quod olim D. Ambrosio et Bellino - Nunc D. Jo. Bap.tae et Antonio Ab. DD.
Soppressa questa confraternita nel 1806 dai decreti napoleonici, la chiesa cessò di essere officiata e venne chiusa al culto, trasformata in officina di fabbro, carrozzeria e altri usi e infine in magazzino del Comune. Restaurata dal Comune, che ne è proprietario, negli ultimi anni del Novecento, viene utilizzata come sede espositiva per mostre d'arte.

## Descrizione
La chiesa presenta una armonica facciata - probabilmente quella trecentesca che richiama lo stile del tempo - dalla linea semplice, che reca sotto gli spioventi una fila di archetti pensili in stile gotico. È dotata di un portale rinascimentale.
Oggi dell'ospizio resta, a destra della chiesa, una casetta coeva con graziosa bifora gotica trilobata affiorante.

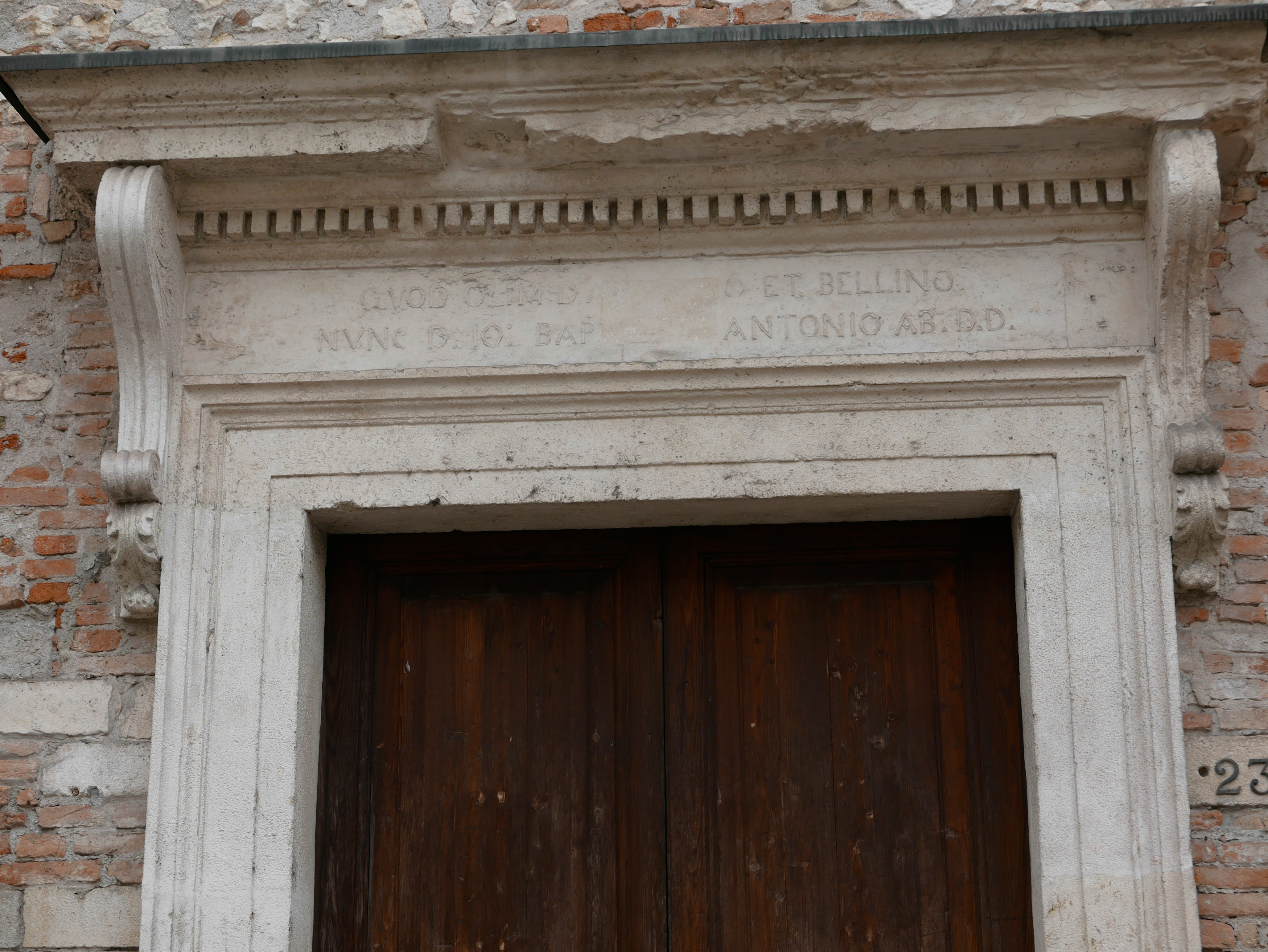
Iscrizione sul portale
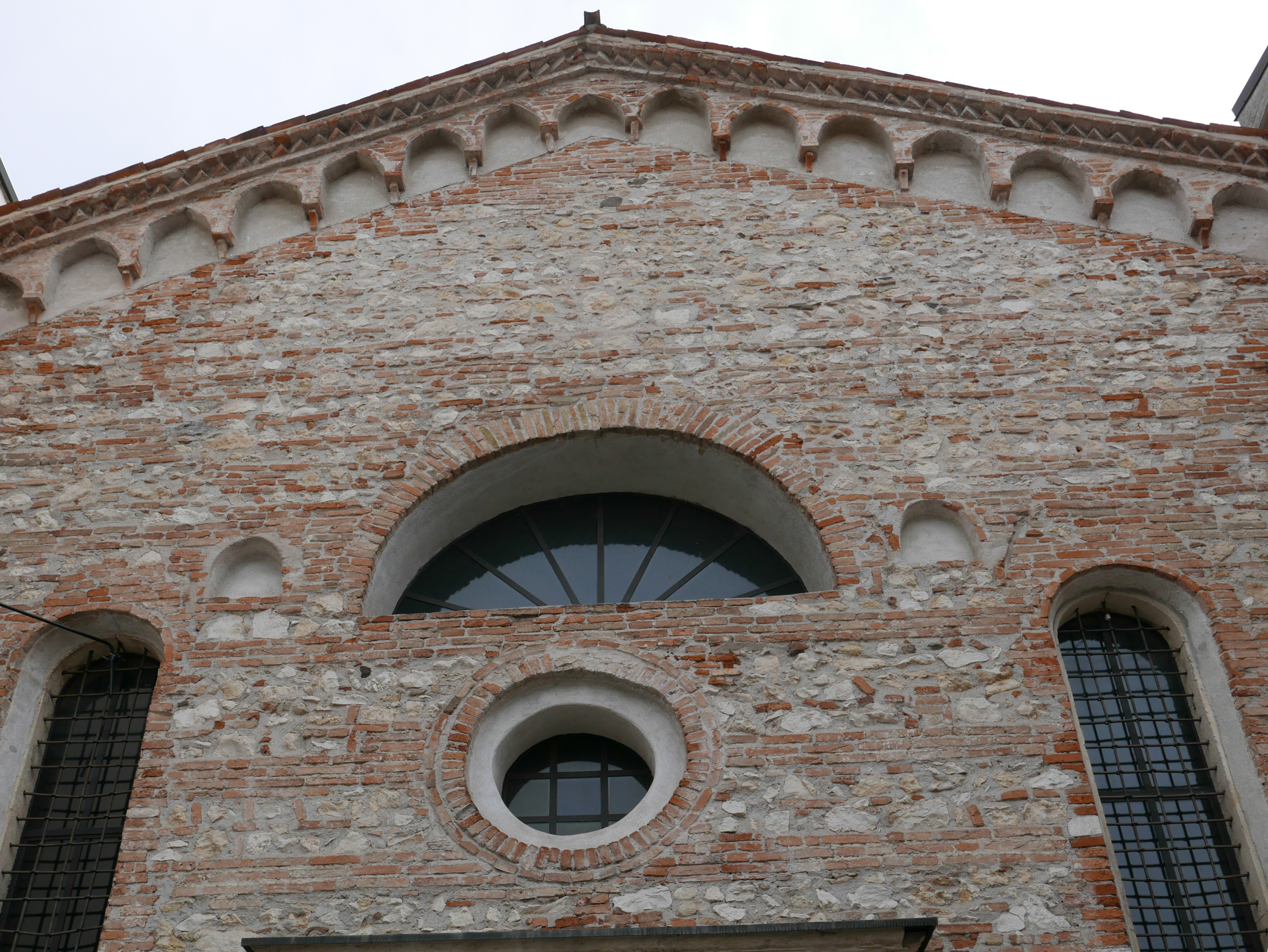
Facciata
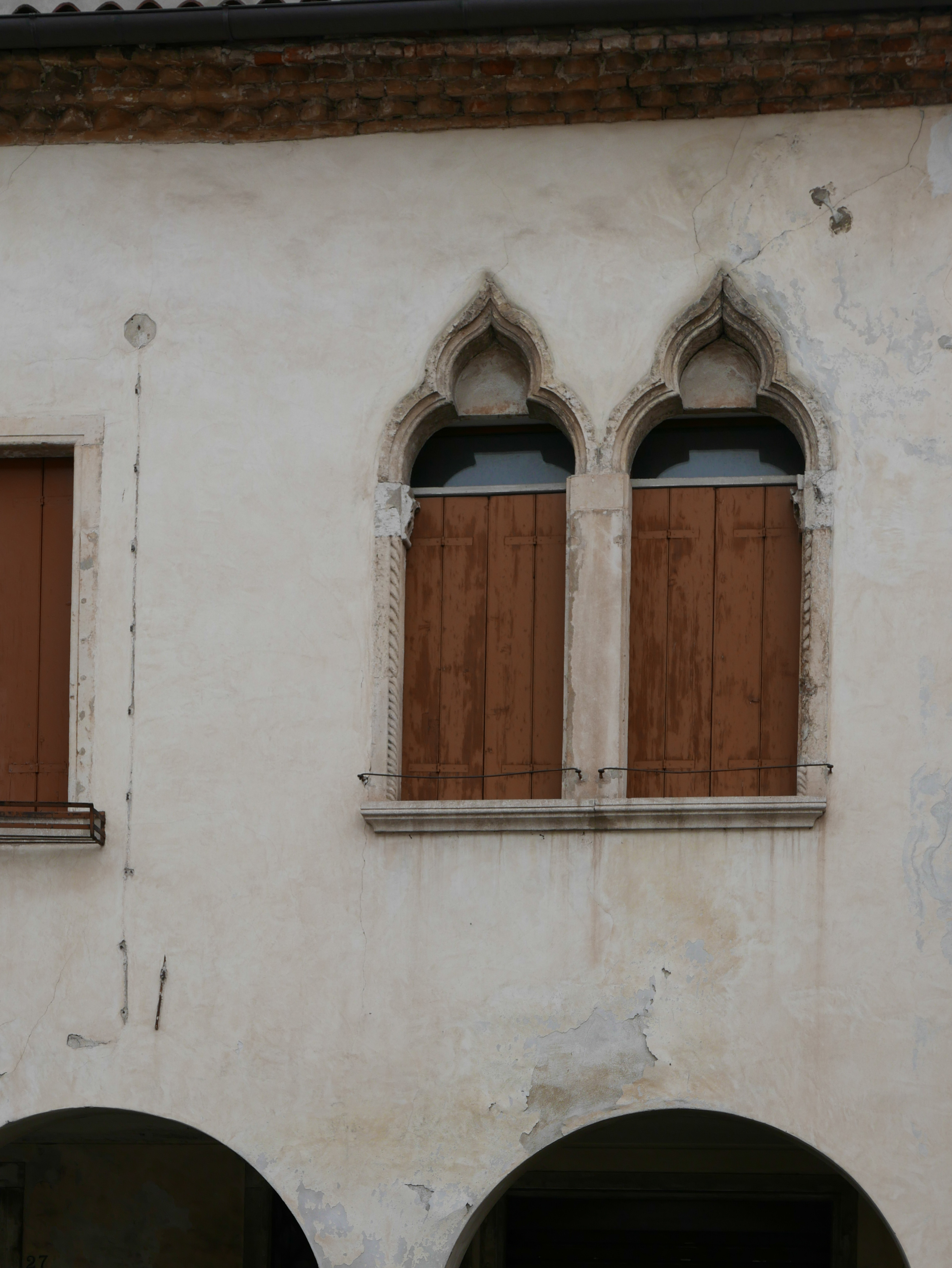
Bifora sull'edificio dell'antico ospedale